# Forever Young (Bob Dylan-låt)
För andra betydelser, se Forever Young.
Forever Young är en låt gjord av Bob Dylan. Den kom först ut på skivan Planet Waves 1974. En av de mest kända Dylanlåtarna.
Efter att Dylan kraschat med sin motorcykel utanför Woodstock i juli 1966, blev han borta från turnerandet ett tag. När han kom tillbaka till turnerandet 1974 bestämde han och The Band att spela in ett album tillsammans, vilket resulterade i Planet Waves. På albumet fanns bland annat denna låt samt en långsammare version. Låten sägs handla om en förälder som sjunger till sitt barn (Dylan hade under sin tid när han var borta ur turnerandet fått fyra barn).
År 2009 var Forever Young med i en Pepsireklam i USA, där Will.I.Am rappar en vers till låten.

## Album
- Planet Waves - 1974
- At Budokan - 1979
- Biograph - 1985
- Bob Dylan's Greatest Hits Volume 3 - 1994
- The Essential Bob Dylan - 2000
- The Best of Bob Dylan - 2000
- Dylan - 2007

## Covers
- Joan Baez
- Patti Labelle
- Bruce Springsteen
- Rod Stewart